# Epia parsenia
Epia parsenia är en fjärilsart som beskrevs av William Schaus 1934. Epia parsenia ingår i släktet Epia och familjen silkesspinnare. Inga underarter finns listade i Catalogue of Life.